# کیل، کشمیر آزاد
کیل (به انگلیسی: Kel) یک روستا در پاکستان است که در ناحیه نیلوم واقع شده‌است. کیل ۲٬۰۹۶٫۷۴ متر بالاتر از سطح دریا واقع شده‌است.